# دومينغو بيريز
دومينغو بيريز (بالإسبانية: Domingo Salvador Pérez)‏ (7 يونيو 1936 - أغسطس 2024)، هو لاعب كرة قدم أورغواني. يلعب مع منتخب الأوروغواي لكرة القدم. سبق له أن لعب في كأس العالم لكرة القدم مع منتخب بلاده.

## روابط خارجية
- دومينغو بيريز على موقع الاتحاد الدولي (مؤرشف)  (الإنجليزية)
- دومينغو بيريز على موقع قاعدة بيانات كرة القدم.إي يو (الإنجليزية)
- دومينغو بيريز على موقع ناشيونال فوتبول تيمز (الإنجليزية)
- دومينغو بيريز على موقع Soccerway.com (الإنجليزية)
- دومينغو بيريز على موقع عالم كرة القدم.نت (الإنجليزية)